# Gyöngyhajú lány
Gyöngyhajú lány (с венг. — «Девушка с жемчужными волосами») — песня венгерской рок-группы Omega, записанная в 1968 году и выпущенная на альбоме 10 000 lépés в 1969. Песня была очень популярна в некоторых странах Восточного блока, таких как Польша, Чехословакия и Болгария.
Текст песни был написан Анной Адамиш, музыка — Габором Прессером, исполнена Яношем Кобором.
В 1970 году был выпущен сингл под названием «Petróleumlámpa / Gyöngyhajú lány», после чего песня и обрела известность.
После успеха песни, группа также записала новые версии на английском (Pearls in her hair) и на немецком (Perlen im Haar).

## Влияние
На песню «Gyöngyhajú lány» были сделаны многочисленные кавер-версии, преимущественно в Польше (пол. Dziewczyna o perłowych włosach) и Чехии (чеш. Dívka s perlami ve vlasech). Также кавер-версия была сделана Франком Шобелем (нем. Schreib es mir in den Sand), а рок-группа Scorpions использовала музыку из «Gyöngyhajú lány» в своей White Dove. 
Сектор Газа Лирика, один из самых известных каверов в России.
В 2007 году кавер-версию на эту песню записала польская группа Zakopower (выпущена на альбоме Na siedem). На русском языке песня исполнялась под названием «Девушка с жемчужными волосами».
В 2013 году американский рэпер и продюсер Канье Уэст засемплировал отрывок из песни и использовал его как аутро к треку "New Slaves", записанную совместно с Фрэнком Оушеном с альбома Yeezus. В мае 2016 года один из авторов песни Габор Прессер подал иск в размере 2,5 миллионов долларов за нарушение авторских прав за использование семпла, который позже был урегулирован во внесудебном порядке.